# Aïn Abessa
Aïn Abessa è un comune dell'Algeria, situato nella provincia di Sétif.